# National League (ligue de football)
Cet article concerne la ligue de football anglaise. Pour le championnat d'Angleterre de 5e division, voir Championnat d'Angleterre de football de cinquième division.
La National League est une ligue anglaise de football regroupant 3 divisions, la National League, positionnée au niveau 5 du système pyramidal anglais et les National League North et National League South, toutes deux classées au niveau 6.
C'est la plus haute ligue du non-league football, en dessous de la Premier League et de l'English Football League. Dénommée Alliance Premier League de 1979 à 1986, elle est connue entre 1986 et 2015 sous le nom de Football Conference.

## Historique
La Football Conference fut fondée en 1979 sous le nom d'Alliance Premier League. Ce championnat est alors l'ancêtre de la Conference National qui voit le jour en 2004 à la suite d'une restructuration profonde du National League System. C'est à ce moment qu'il est rebaptisé Conference National et que 2 divisions supplémentaires d'un niveau inférieur voient le jour, elles  correspondent aux actuelles National League North et South. La même année, la Football Conference se mue en ligue et gère depuis cette période les divisions National League, National League North et South.
|                                |
| Logo de la Football Conference |

|                            |
| Logo de la National League |

|                                     |
| Logo de la Vanarama National League |

|                                      |
| Logo de l'Enterprise National League |

## Organisation
La National League siège au sommet du National League System (NLS). Cette structure, placée sous l'égide de la fédération anglaise de football, regroupe plus de 50 ligues. La National League correspond au premier palier, les National League North et National League South au second. Au-dessus de la National League se trouvent les 92 clubs anglais de Premier League (20 clubs) et Football League (72 clubs répartis en 3 divisions).
Depuis la saison 2006-2007, la National League comporte 24 clubs, et les National League North et South regroupent 22 clubs chacune. Chaque club rencontre les autres clubs deux fois au cours de la saison. Une victoire équivaut à 3 points, un match nul 1 point, et une défaite 0 point.
En fin de saison, deux clubs de National League sont promus en Football League Two et deux clubs de League Two sont relégués en Conference National. Les deux tickets de montée sont donnés au champion et au vainqueur des séries éliminatoires regroupant les équipes ayant fini de la deuxième à la cinquième place. Les quatre derniers clubs de National League sont relégués soit en National League North, soit en National League South. La décision revient au comité du NLS mais est fortement déterminée par la situation géographique des clubs. Les quatre clubs relégués sont remplacés par 4 nouveaux clubs, 2 en provenance de la National League North, 2 de la National League South. Pour chacune de ces deux ligues, les billets de montée sont offerts au champion et au vainqueur des séries éliminatoires (deuxième à la cinquième place). Les trois derniers clubs de National League North et South (6 au total) sont relégués dans les divisions situées au niveau 3 du NLS (niveau 7 du système pyramidal), c’est-à-dire les plus hautes divisions des Northern Premier League, Southern Football League et Isthmian Football League. Chacune de ces divisions envoie son champion et son vainqueur des séries éliminatoires dans l'un des deux groupes, North ou South.
Avant la saison 2006-2007, trois systèmes distincts furent utilisés. Au cours de la saison 2005-2006, deux clubs de Conference National (1re division du NLS) furent relégués et quatre promus, à cause de l'élargissement du championnat qui passait de 22 à 24 clubs. Durant la saison 2004-2005, 3 clubs de Conference National furent relégués, remplacés par 3 clubs de Conference North et South (2e division du NLS). Les clubs promus étaient les champions respectifs et le vainqueur du match opposant les vainqueurs des séries éliminatoires des Conference North et South. Avant 2004, les 3 clubs relégués étaient remplacés par les champions respectifs des plus hautes divisions des Northern Premier League, Southern Football League et Isthmian Football League.